# Feiderzetes latus
Feiderzetes latus är en kvalsterart som först beskrevs av Schweizer 1956.  Feiderzetes latus ingår i släktet Feiderzetes och familjen Punctoribatidae. Inga underarter finns listade i Catalogue of Life.